# Yvonne et Christine Lerolle au piano
Yvonne et Christine Lerolle au piano est un tableau réalisé par le peintre français Auguste Renoir vers 1897. De format horizontal, cette huile sur toile est un double portrait qui représente les filles d'Henry Lerolle assises à un piano entre deux tableaux d'Edgar Degas. De profil au premier plan, Yvonne joue de l'instrument vêtue d'une robe blanche. Sa sœur Christine, qui est en rouge, se tient derrière elle le dos au mur, et davantage tournée vers nous. Partie de la collection Jean Walter et Paul Guillaume, l'œuvre est conservée au musée de l'Orangerie, à Paris.

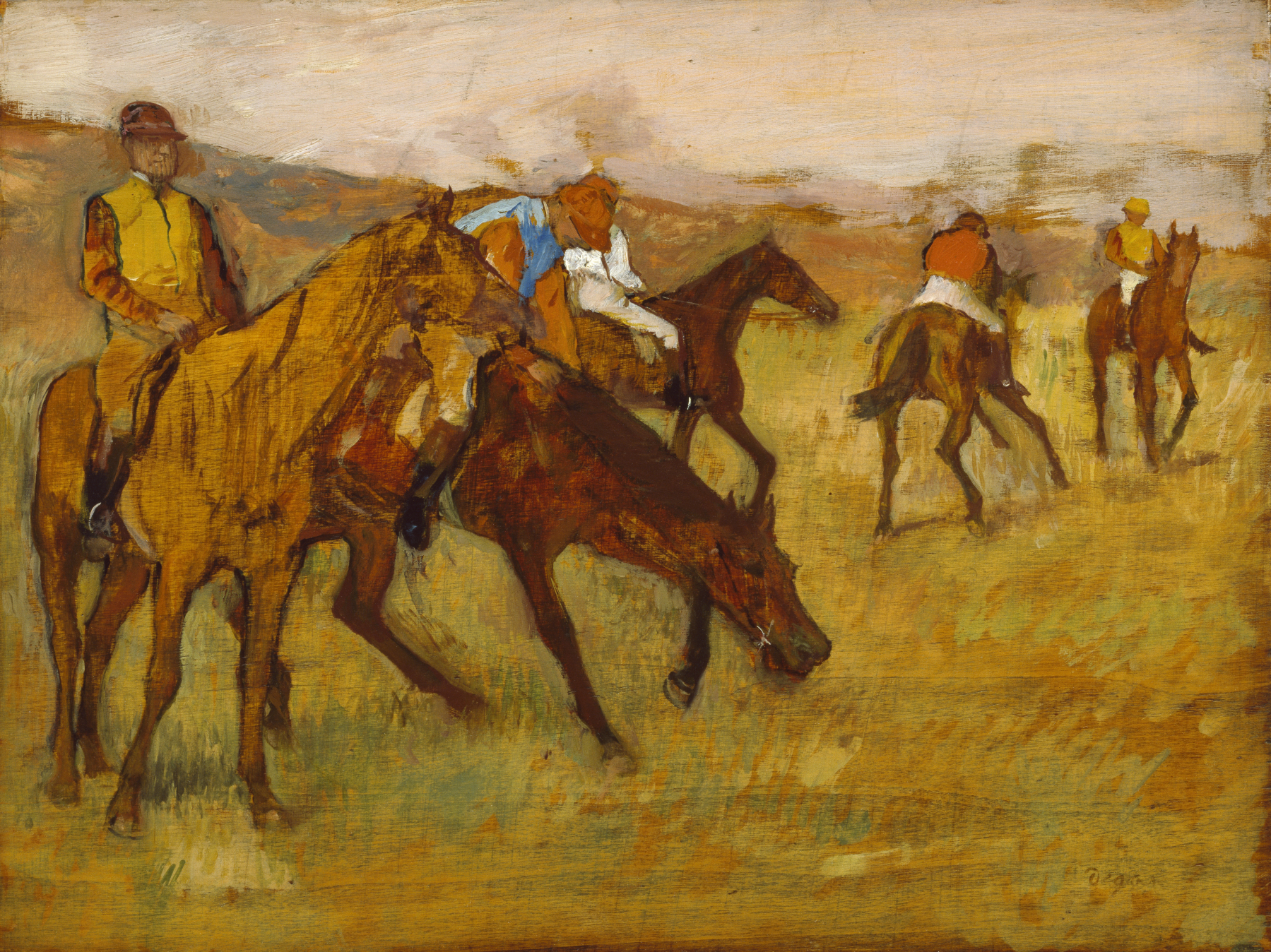
Avant la course, 1882-1884 – Walters Art Museum, Baltimore.
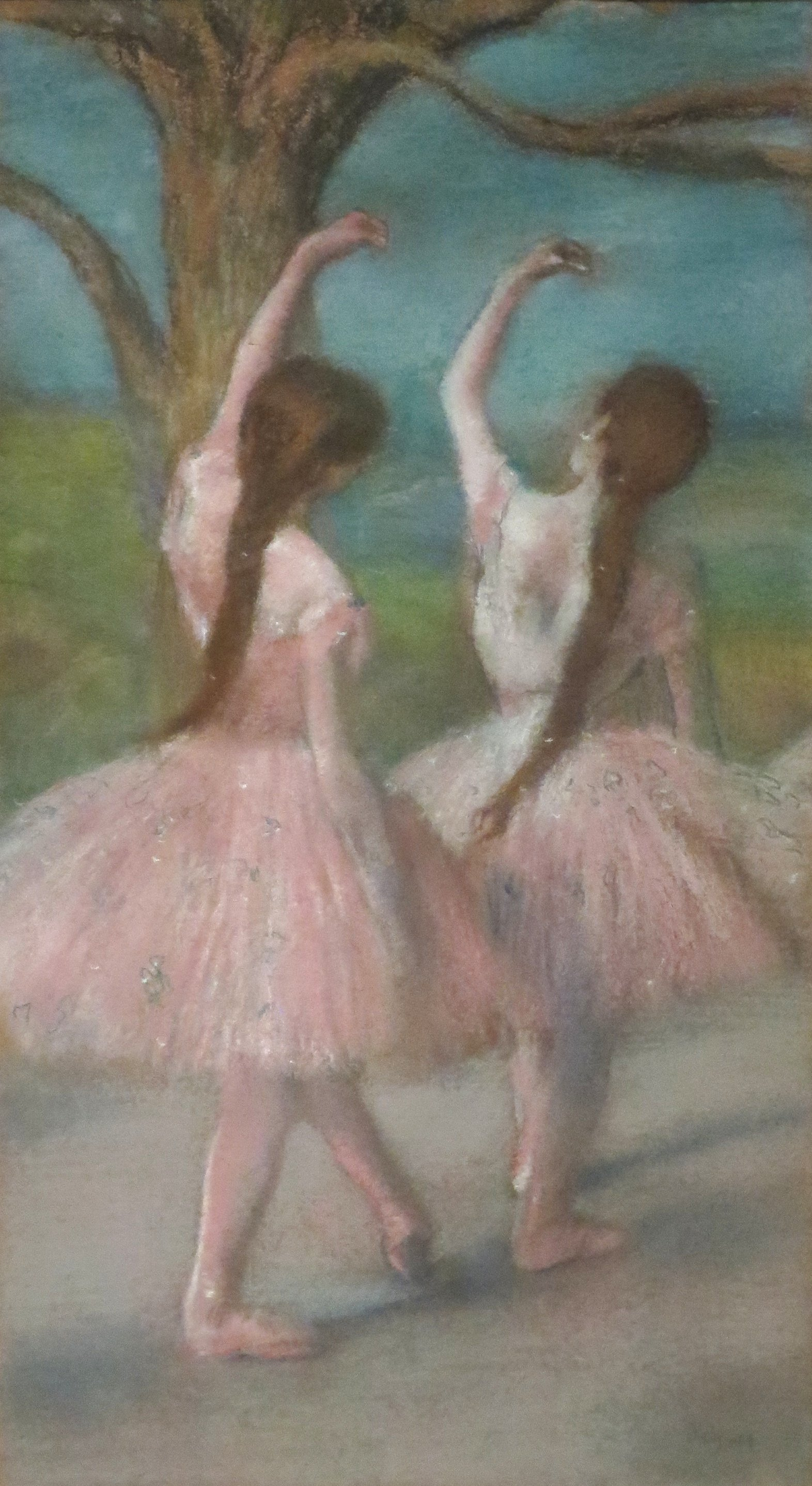
Danseuses roses, vers 1886 – Norton Simon Museum, Pasadena.